# Tony Roche
Anthony Dalton Roche (Wagga wagga, Australia, 17 de mayo de 1945) es un extenista australiano que destacó en los años 1960 y 1970. Fue ganador del torneo de Roland Garros y uno de los jugadores más destacados de su época, parte de la camada de tenistas australianos que dominó el tenis durante casi tres décadas.

## Comienzos y su carrera en el circuito
Nacido en Tarcutta, estado de Nueva Gales del Sur, Roche creció jugando en Australia bajo la tutoría de Harry Hopman, quien también entrenó a otra gran leyenda australiana como Rod Laver. Roche se convirtió en uno de los principales animadores del circuito a mediados de los años 1960 tanto en individuales como en dobles en su condición de amateur, lo que le impedía competir contra otras estrellas del tenis como Laver, Ken Rosewall o Pancho Gonzales, quienes competían en el tour profesional y por lo tanto no podían jugar en torneos de Grand Slam.
En 1965 alcanzó su primera final de un Grand Slam en individuales cuando perdió en la final del Roland Garros contra su compatriota Fred Stolle en 4 sets. Su juego era predominantemente de saque y volea (su volea era exquisita y su volea de revés es considerada una de las mejores en la historia, pero sus duros golpes de fondo le permitían destacarse también en canchas lentas, aunque su predilección eran las canchas rápidas. 
En 1966 se tomaría revancha, y levantaría lo que fue su único título de Grand Slam al derrotar claramente al húngaro István Gulyás en la final del torneo parisino. Ese año logró el difícil doble continental al ganar el Roland Garros y el torneo de Roma, ambos sobre polvo de ladrillo.
En 1967 alcanzaría su última final de Grand Slam como amateur, de nuevo en Francia, perdiendo esta vez ante el australiano Roy Emerson. En 1968 se convirtió en profesional, coincidiendo con el año de comienzo de la Era Abierta, que permitía jugar a profesionales y amateurs en un mismo circuito de torneos.
En 1968 alcanzó la final del primer torneo abierto de Wimbledon donde sucumbió ante el poderío de su compatriota Rod Laver en tres sets. Ese mismo año firmó contrato con la World Tennis Association, para formar parte del circuito organizado por ellos, junto a otros profesionales como Cliff Drysdale, Nikola Pilić y Roger Taylor formando el denominado "Handsome Eight".
En 1969 perdió ante Laver la final del US Open, permitiéndole a este la conquista de su segundo "Grand Slam". Tuvo buenas actuaciones durante el año logrando el título en Hamburgo y las finales en Filadelfia y Roma. Ese año fue el N.º 2 del mundo, por debajo de la insuperable supremacía de Laver. La espectacularidad de Laver en ese año eclipsó una excelente temporada por parte de Tony, quien alcanzó las semifinales en los 4 Grand Slam (perdió ante Laver en Australia, Rosewall en Roland Garros y Newcombe en Wimbledon).
En 1970 alcanzó su última final de Grand Slam al perder en Forest Hills ante Ken Rosewall en 4 sets. El único Grand Slam al que nunca llegó a la final fue el de su tierra natal, aunque en 1969 perdió en semifinales ante Laver en una durísima batalla de 5 sets y 90 juegos bajo una temperatura de 40 °C. Este partido fue elegido por el reconocido periodista Steve Flink como el Nº13 dentro de los 30 mejores encuentros de tenis del siglo. Estuvo un total de 6 años consecutivos dentro de los top ten del tenis mundial. Su último título lo obtuvo en 1978 en el Queen’s Club de Londres con 33 años.

## Éxito en Dobles
Aún mejor que su desempeño en singles, fue la tarea realizada por Roche en la modalidad de dobles. Junto a su compatriota John Newcombe conformaron una de las parejas más sólidas de la historia del tenis, conquistando un total de 12 torneos de Grand Slam en pareja. 
La pareja produjo su primer impacto al alcanzar la final de Roland Garros en 1964 donde pierden en la final ante la pareja australiana conformada por Emerson y Ken Fletcher. En 1965 ya se establecieron como la mejor pareja al ganar el Abierto de Australia y Wimbledon. En 1967 ganaron 3 de los 4 grandes en juego (Australia, Francia y los Estados Unidos). Su último torneo grande fue en Australia, en 1976. En 1966 perdieron la final del Abierto de Australia ante Emerson y Stolle en un maratóniano partido de 87 juegos. En total ganaron 4 Abiertos de Australia, 5 Wimbledon, 2 Abiertos de Francia y 1 US Open. Son una de solo 4 parejas en la historia en obtener los 4 grandes. Roche alcanzó además un 13º Grand Slam en Australia junto a Arthur Ashe en enero de 1977 y dos Grand Slam en dobles mixtos.

## Copa Davis
Roche hizo su debut en Copa Davis en 1964 y fue partícipe en la conquista de 5 ensaladeras de plata para Australia. En 1964 participó en la serie ante Canadá por los cuartos de final ganando su partido de dobles y uno de sencillos. Ese año Australia se hizo con la ensaladera ante Estados Unidos pero Roche no estuvo en la final. En los 3 años siguientes en los que Australia solo jugaba el partido final debido a su condición de campeón, Roche conformó la pareja de dobles junto a Newcombe y logró alzarse las 3 ensaladeras.
En el período 1968-1972, Roche no pudo participar de la copa debido a su condición de profesional, retornando en 1974.
Pero quizás uno de los logros más recordados de la carrera de Roche fue haber ayudado a Australia a conquistar la ensaladera en 1977. Con 31 años, su país lo requirió para jugar el singles en la final ante Italia en Sídney. En una asombrosa demostración, Roche derrotó en el día inaugural a Adriano Panatta quien venía de guiar a su país a en la conquista del certamen en 1976. El resultado fue de 6-3 6-4 6-4, guiando a Australia a una victoria por 3-1.

## Después del retiro
Sus lesiones en el hombro y el codo lo hicieron abandonar la actividad. Luego de ello se volvió un activo hombre del tenis como entrenador. Ivan Lendl lo contrató para que le enseñara a volear bien, ya que su sueño era ganar en Wimbledon. Fue el entrenador de Patrick Rafter entre 1997 y 2002]. Actualmente es entrenador de su compatriota Australiano Lleyton Hewitt. También ha sido entrenador del suizo Roger Federer, N.º 1 del mundo, aunque solo lo acompañaba en algunas partes del año, sin un contrato con un arreglo de palabra. Federer lo eligió por la razón opuesta a Lendl ya que quería mejorar en su juego en canchas lentas, y Roche fue campeón de Roland Garros. Fue entrenador (mientras Newcombe era el capitán) del equipo australiano de Copa Davis. También entrena a jóvenes talentos australianos.
Entró en el Salón Internacional de la Fama del tenis en 1986 junto a su compañero Newcombe. En 1998 fue elegido para formar parte del Salón de la Fama del Tenis Australiano.

## Torneos de Grand Slam

### Campeón Individuales (1)
| Año  | Torneo        | Oponente en la final | Resultado   |
| 1966 | Roland Garros | István Gulyás        | 6-1 6-4 7-5 |

### Finalista Individuales (5)
| Año  | Torneo        | Oponente en la final | Resultado       |
| 1965 | Roland Garros | Fred Stolle          | 6-3 0-6 2-6 3-6 |
| 1967 | Roland Garros | Roy Emerson          | 1-6 4-6 6-2 2-6 |
| 1968 | Wimbledon     | Rod Laver            | 3-6 4-6 2-6     |
| 1969 | US Open       | Rod Laver            | 9-7 1-6 2-6 2-6 |
| 1970 | US Open       | Ken Rosewall         | 6-2 4-6 6-7 3-6 |

### Campeón Dobles (13)
| Año        | Torneo                  | Pareja        | Oponentes en la final            | Resultado             |
| 1965       | Campeonato Australiano  | John Newcombe | Roy Emerson Fred Stolle          | 3-6 4-6 13-11 6-3 6-4 |
| 1965       | Wimbledon Championships | John Newcombe | Ken Fletcher Bob Hewitt          | 7-5 6-3 6-4           |
| 1967       | Campeonato Australiano  | John Newcombe | William Bowrey Owen Davidson     | 3-6 6-3 7-5 6-8 8-6   |
| 1967       | Roland Garros           | John Newcombe | Roy Emerson Ken Fletcher         | 6-3 9-7 12-10         |
| 1967       | US Doubles Championship | John Newcombe | William Bowrey Owen Davidson     | 6-8 9-7 6-3 6-3       |
| 1968       | Wimbledon               | John Newcombe | Ken Rosewall Fred Stolle         | 3-6 8-6 5-7 14-12 6-3 |
| 1969       | Roland Garros           | John Newcombe | Roy Emerson Rod Laver            | 4-6 6-1 3-6 6-4 6-4   |
| 1969       | Wimbledon               | John Newcombe | Tom Okker Marty Riessen          | 7-5 11-9 6-3          |
| 1970       | Wimbledon               | John Newcombe | Ken Rosewall Fred Stolle         | 10-8 6-3 6-1          |
| 1971       | Abierto de Australia    | John Newcombe | Tom Okker Marty Riessen          | 6-2 7-6               |
| 1974       | Wimbledon               | John Newcombe | Robert Lutz Stan Smith           | 8-6 6-4 6-4           |
| 1976       | Abierto de Australia    | John Newcombe | Ross Case Geoff Masters          | 7-6 6-4               |
| Enero 1977 | Abierto de Australia    | Arthur Ashe   | Charlie Pasarell Erik Van Dillen | 6-4 6-4               |

### Finalista Dobles (2)
| Año  | Torneo                 | Pareja        | Oponentes en la final    | Resultado               |
| 1964 | Roland Garros          | John Newcombe | Roy Emerson Ken Fletcher | 5-7 3-6 6-3 5-7         |
| 1966 | Campeonato Australiano | John Newcombe | Roy Emerson Fred Stolle  | 9-7 3-6 8-6 12-14 10-12 |

### Campeón Dobles Mixto (2)
| Año  | Torneo                 | Pareja         | Oponentes en la final       | Resultado   |
| 1966 | Campeonato Australiano | Judy Tegart    | Robyn Ebbern William Bowrey | 6-1 6-3     |
| 1976 | Wimbledon              | Francoise Durr | Dick Stockton Rosie Casals  | 6-3 2-6 7-5 |

## Títulos oficiales en la Era Abierta (25)

### Individuales (7)
| Grand Slam (0)         |
| Tennis Masters Cup (0) |
| ATP Tour (7)           |

| N.º | Fecha                   | Torneo         | Superficie    | Oponente en la final | Resultado           |
| --- | ----------------------- | -------------- | ------------- | -------------------- | ------------------- |
| 1.  | 1969                    | Hamburgo       | Tierra Batida | Tom Okker            |                     |
| 2.  | 18 de julio de 1970     | Gstaad         | Tierra Batida | Tom Okker            | 7-5 7-5 6-3         |
| 3.  | 9 de agosto de 1970     | Boston         | Dura          | Rod Laver            | 3-6 6-4 1-6 6-2 6-2 |
| 4.  | 12 de julio de 1972     | Washington WCT | Tierra Batida | Marty Riessen        | 3-6 7-6 6-4         |
| 5.  | 18 de abril de 1976     | Charlotte WCT  | Moqueta       | Vitas Gerulaitis     | 6-3 3-6 6-1         |
| 6.  | 26 de diciembre de 1976 | Sydney Outdoor | Césped        | Dick Stockton        | 6-3 3-6 6-3 6-4     |
| 7.  | 19 de junio de 1978     | Queen's Club   | Césped        | John McEnroe         | 8-6 9-7             |

### Finalista en individuales (9)
- 1968: Wimbledon (pierde ante Rod Laver)
- 1969: Filadelfia (pierde ante Rod Laver)
- 1969: Roma (pierde ante John Newcombe)
- 1969: US Open (pierde ante Rod Laver)
- 1970: Filadelfia (pierde ante Rod Laver)
- 1970: US Open (pierde ante Ken Rosewall)
- 1974: Bombay (pierde ante Onny Parun)
- 1975: Nottingham (pierde ante Tom Okker)
- 1977: Brisbane (pierde ante Vitas Gerulaitis)